# Los 40 (Costa Rica)
Los 40 (estilizado como LOS40) es una estación radial costarricense de origen español, con una temática dedicada a la música actual en español e inglés. LOS40 está presente en otros países como España, país original de la emisora y en varios países de Hispanoamérica.
La cadena transmite su señal desde San José, Costa Rica, con la frecuencia 104.3 FM con cobertura para todo el país. Su primera emisión fue en el año 2000 y su sede actual se localiza en el Edificio Multimedios, propiedad de la filial en Costa Rica de la empresa mexicana Grupo Multimedios, en Sabana Sur, Mata Redonda, San José, junto con sus radios hermanas Bésame 89.9 FM y La Caliente 90.7 FM
Entre los principales programas de la emisora se destacan: El mañanero 40 (lunes a viernes de 6am a 10am), Presa 40 (lunes a viernes de 5pm a 7pm) y A la cama con los 40 (lunes a viernes de 8pm a 10pm). Lleva a cabo su emisión de la lista Del 40 al 1 los sábados a las 9am. Los viernes al ser las 10pm emite su programa Beat40 con DJ Varo. Su programación incluye géneros pop, rock, reggae y electrónica , además de ser la radio que más apoyo demuestra a los artistas nacionales. Desde 2007 se realizaba anualmente un especial llamado "Las 40 Horas", donde los locutores transmitían 40 horas seguidas de su populares programas para lograr un bien social. Aunque era una tradición anual, "Las 40 Horas" dejaron de realizarse en 2016. 
El 22 de junio de 2017, se estrenó un reality show llamado "Hostel 40 ¡Hasta que el último caiga!", siendo este el primero de la radio costarricense, en el que 12 de los locutores de los diversos programas de la radio tuvieron que convivir entre ellos por 104.3 horas con el fin de ayudar a un bien social. El reality fue transmitido por medio de la radio, redes sociales y cámaras en vivo que mostraban la convivencia de los locutores mientras realizaban retos y pruebas para ir eliminando locutores, hasta quedar uno solo. El ganador de la primera edición de Hostel 40 fue el locutor Gustavo Gamboa Arias quien representaba las Aldeas Infantiles SOS Costa Rica. 
Entre el 2000 y el 2018, Los40 Costa Rica estuvo siendo administrada por el periódico La Nación, hasta el 29 de noviembre de 2018, cuando la empresa mexicana Grupo Multimedios compró las radioemisoras de Prisa Radio en Costa Rica, por lo que actualmente Los40 Costa Rica forma parte de Multimedios Radio Costa Rica, junto con Bésame 89.9 y La Caliente 90.7.